# Levdeo

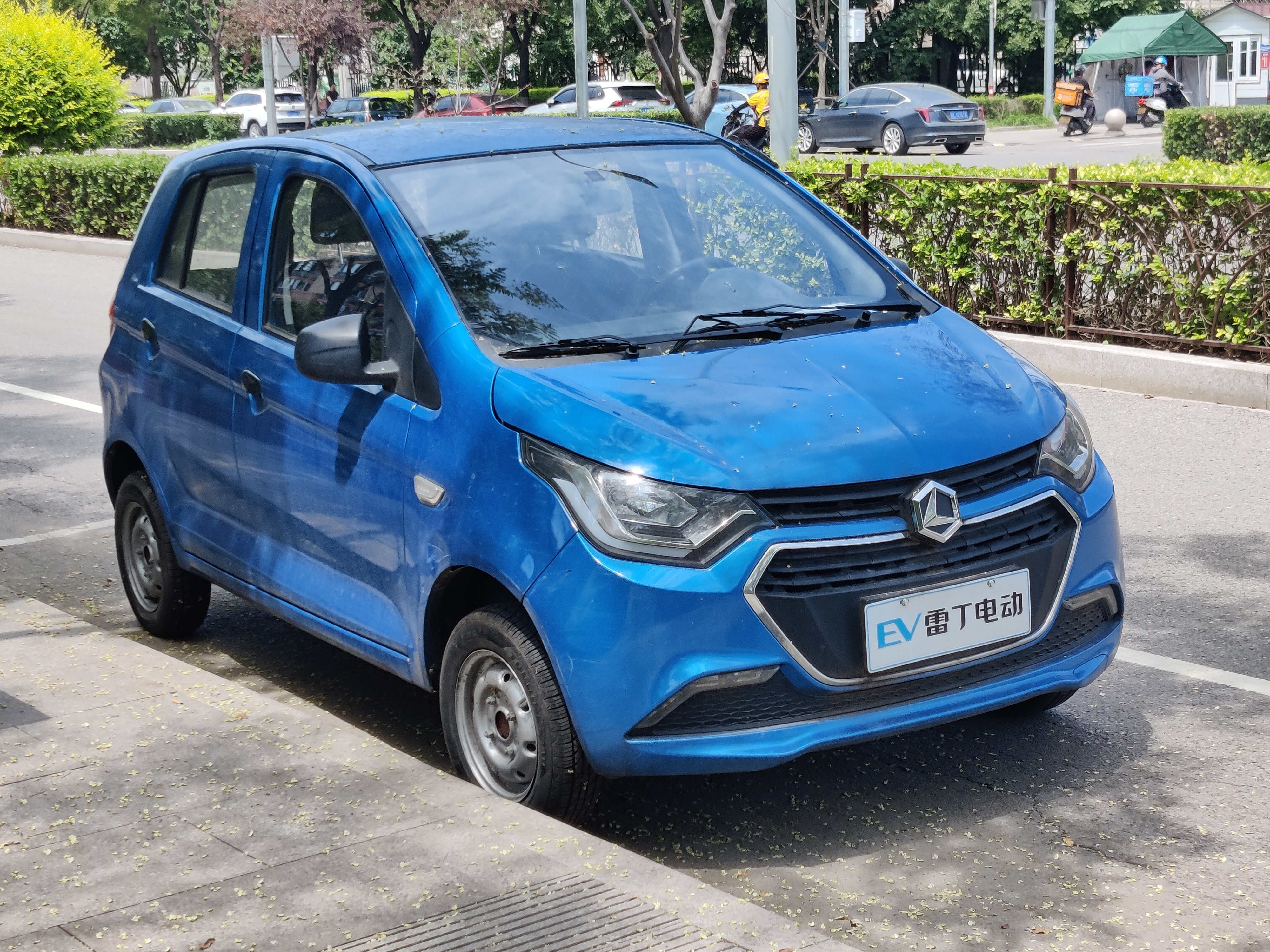
Levdeo D70

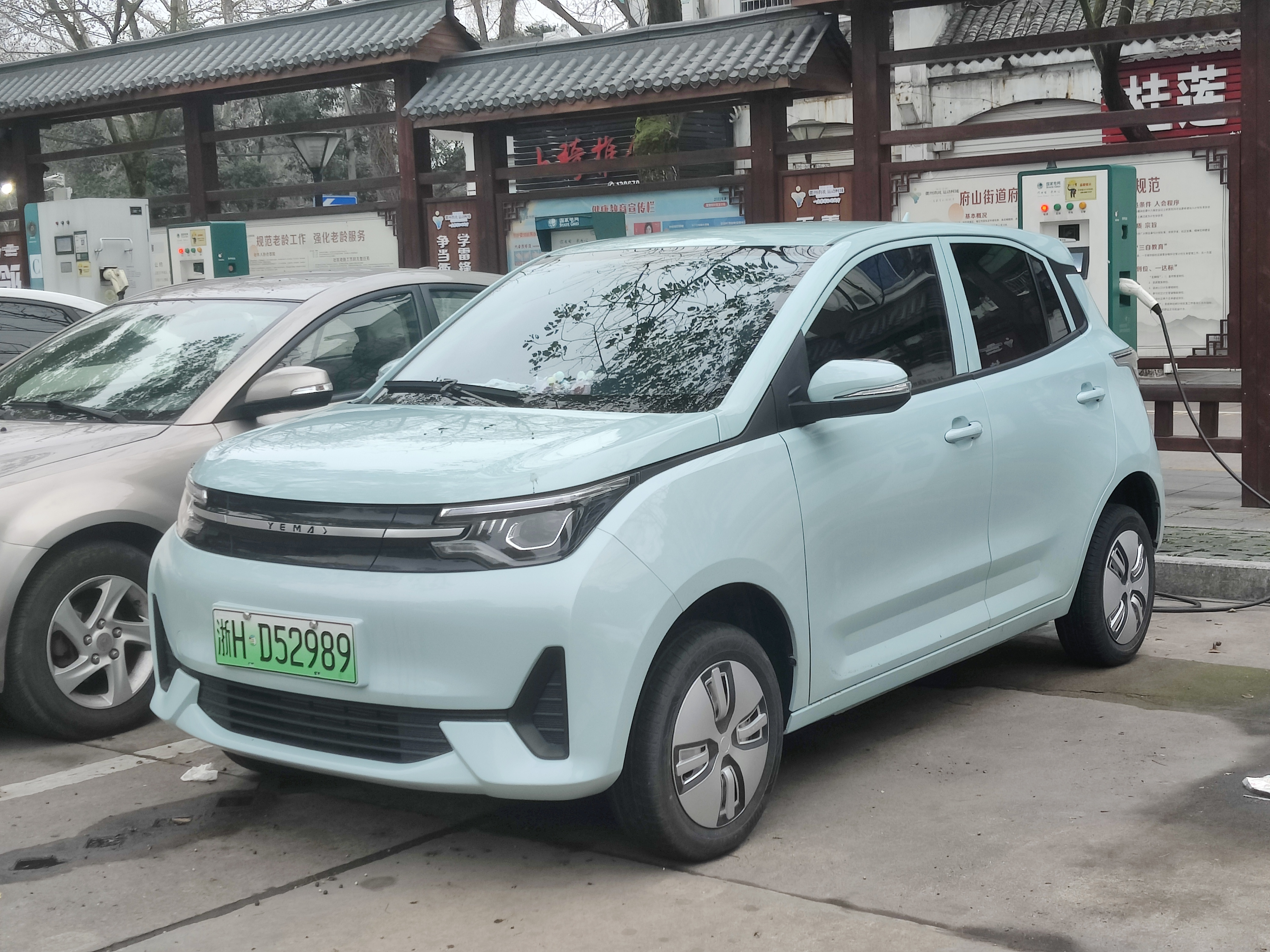
Letin Mengo

Levdeo war ein Hersteller von Automobilen mit Sitz in Weifang in der Volksrepublik China. Das Unternehmen war von 2008 bis 2023 tätig.

## Geschichte
Levdeo wurde im Februar 2008 in der kleinen Stadt Weifang in der Provinz Shantung gegründet und konzentrierte sich auf Elektroautos, die zu dieser Zeit in China mäßig beliebt waren. In den folgenden Jahren baute das Unternehmen elektrische Vierräder. Im Jahr 2014 wurde das Geschäftsprofil auf klassische Personenkraftwagen umgestellt und sowohl um kleine Schrägheckmodelle als auch um den D50 erweitert oder Limousinen, angeführt vom E60. Im Marktsegment der Low Speed Electric Vehicles (LSEV) war Levdeo 2018 mit einem Anteil von 21,4 Prozent der größte Anbieter.
Im Juni 2019 kaufte Levdeo Yema Auto, einen chinesischen Hersteller von Billigautos mit konventionellen Verbrennungsmotoren. Dieses Jahr brachte eine intensive Modernisierung des Angebots, zu der auch ein kleines Schrägheckmodell i3 gehörte, der i5 und der erste SUV, Modell i9, entlehnt aus dem Angebot von Yema.
Nach dem Rebranding und der Ausrichtung des Angebots in China auf das Modell Mengo produzierte Levdeo seine bestehenden Modelle ab 2020 nur noch für den Export. Sie zielten auf Nischenmärkte wie Kambodscha, Äthiopien oder Bermuda ab.

## Letin
Im August 2020 kündigte Levdeo einen umfassenden Rebranding-Plan für seinen chinesischen Heimatmarkt an und kündigte ein optisch aufgefrischtes Firmenlogo und einen neuen Handelsnamen an, der das derzeitige „Letin“ ersetzen soll. Gleichzeitig wurde ein neues Modell des Autos vorgestellt, auf dem das Angebot des Unternehmens in China ausschließlich basierte – der städtische, elektrische Fließheck Mengo. Im Mai 2023 meldete das Unternehmen Insolvenz an und verschwand vom Markt.

## Automodelle
- D30 (2014–2019)
- D50 (2014–2019)
- D70 (2015–2019)
- i3 (2019–2021)
- i5 (2019–2021)
- S50 (2019–2021)
- E60 (2019–2021)
- Lotto (2019–2021)
- i9 (2020–2021)
- Coco (2020–2022)
- Mengo (2021–2023)